# Ectropis deterrens
Ectropis deterrens là một loài bướm đêm trong họ Geometridae.